# Nilómetro

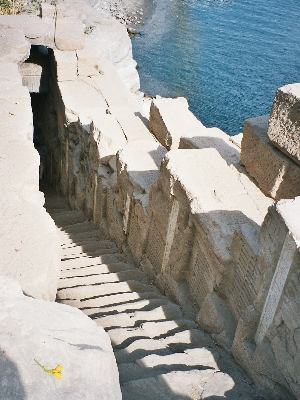
Nilómetro de Elefantina.

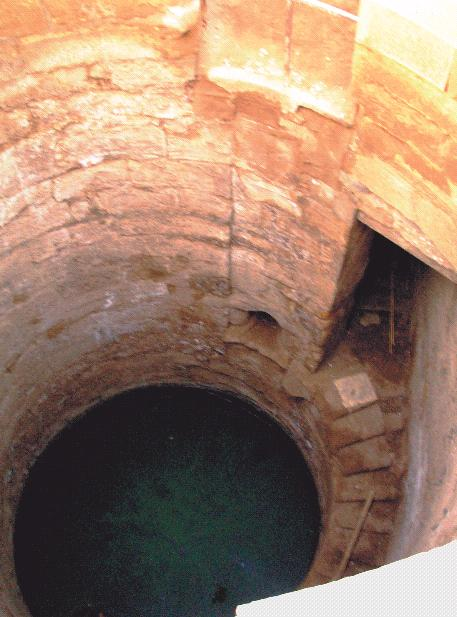
Nilómetro de Kom Ombo.

Nilómetro es el nombre dado a unas construcciones escalonadas o pozos, diferentes en cuanto a su diseño, pero con una misma función: medir el nivel de las aguas del río Nilo. Los nilómetros más famosos están en Elefantina (Asuán), Kom Ombo y en la isla de Roda (El Cairo).
El nivel del Nilo se tomaba como referencia de la situación económica, para establecer los impuestos y para saber cuanta cosecha se recogería en los campo de cultivo. 
Al construirse la presa de Asuán el nivel de las aguas del Nilo permanece constante a lo largo del año, terminándose el ciclo de inundaciones en todo Egipto. El agua se eleva mediante bombas, los campos son fertilizados con abonos químicos y el limo se deposita en el fondo del gran embalse.

## Importancia del ciclo del Nilo
La inundación, llamada –ajet– en la antigua lengua de los egipcios era una de las tres estaciones en las que los antiguos egipcios dividían el año.
Un nivel de las aguas de Nilo en Elefantina inferior a seis metros suponía que muchos terrenos no podían cultivarse y la consiguiente hambruna en todo el país. Un nivel muy superior a los ocho metros causaba la inundación de los pueblos, destruía las viviendas e inutilizaba los canales de riego. 

... cuando el ascenso alcanzaba doce codos, hay hambre; en trece hay escasez; catorce trae alegría; quince seguridad y dieciséis abundancia gozo o placer.
Plinio el Viejo.

Cada verano, las lluvias torrenciales en las tierras altas de Etiopía causaban un drástico incremento del caudal de agua que fluye hacia el Nilo desde sus afluentes.
Entre junio y septiembre, el Nilo en su transcurso a lo largo de Egipto se desbordaba inundando las llanuras adyacentes. 

Ahora el Nilo, cuando se desborda, inunda no sólo el Delta, sino también porciones del país a ambos lado de su curso que se piensa que pertenecen a Libia y Arabia y que en algunos lugares se encuentran a dos días de viaje de sus orillas.
Heródoto

Cuando retrocedían las aguas, alrededor de septiembre u octubre, depositaban una rica capa aluvial de limo que favorecía la fertilidad de las tierras cultivables.